# Castillo de los duques de Bretaña
El castillo de los Duques de Bretaña (en francés: Château des ducs de Bretagne) es una antigua fortaleza medieval y palacio ducal situado en la ciudad de Nantes, en la región francesa de Países del Loira, en la ribera derecha del río Loira, que alimentaba antiguamente los fosos.
Reformado y adaptado a las nuevas técnicas de artillería sobre el castillo original del siglo XIII llamado castillo de Nantes, fue la residencia principal de los duques de Bretaña desde el siglo XIII al XV. En 1840 fue objeto de una clasificación en el título de los monumentos históricos y actualmente es propiedad comunal, rehabilitado para su apertura al público en general.
Pertenece al conjunto cultural de los «castillos del Loira» —y es miembro de la asociación «Châteaux de la Loire, Vallée des Rois»—, pero no está dentro del ámbito del «Valle del Loira entre Sully-sur-Loire y Chalonnes-sur-Loire» declarado Patrimonio de la Humanidad en 2000.

## Historia

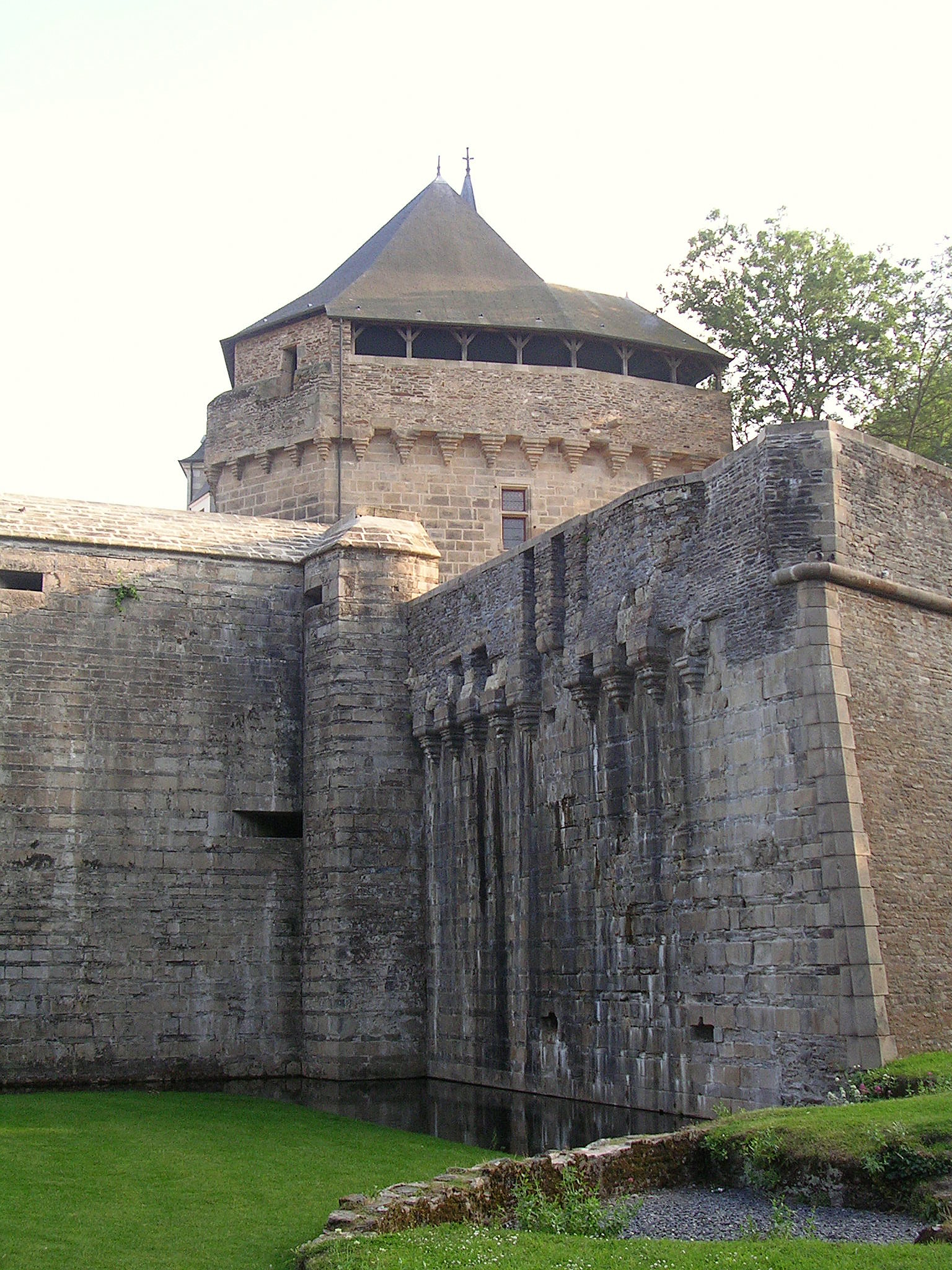
La torre del homenaje, del, llamada Vieux Donjon.

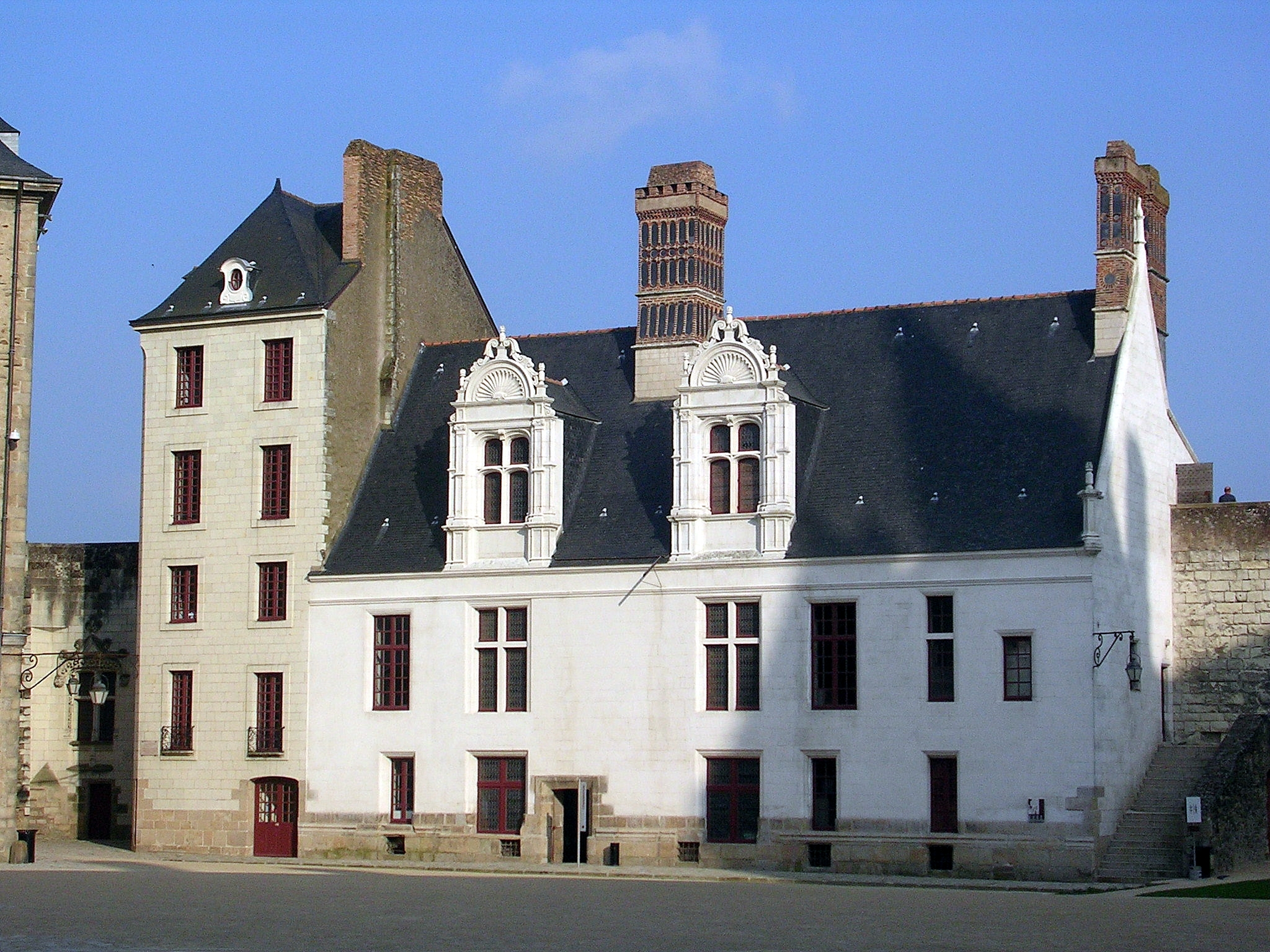
El Pequeño Gobierno.

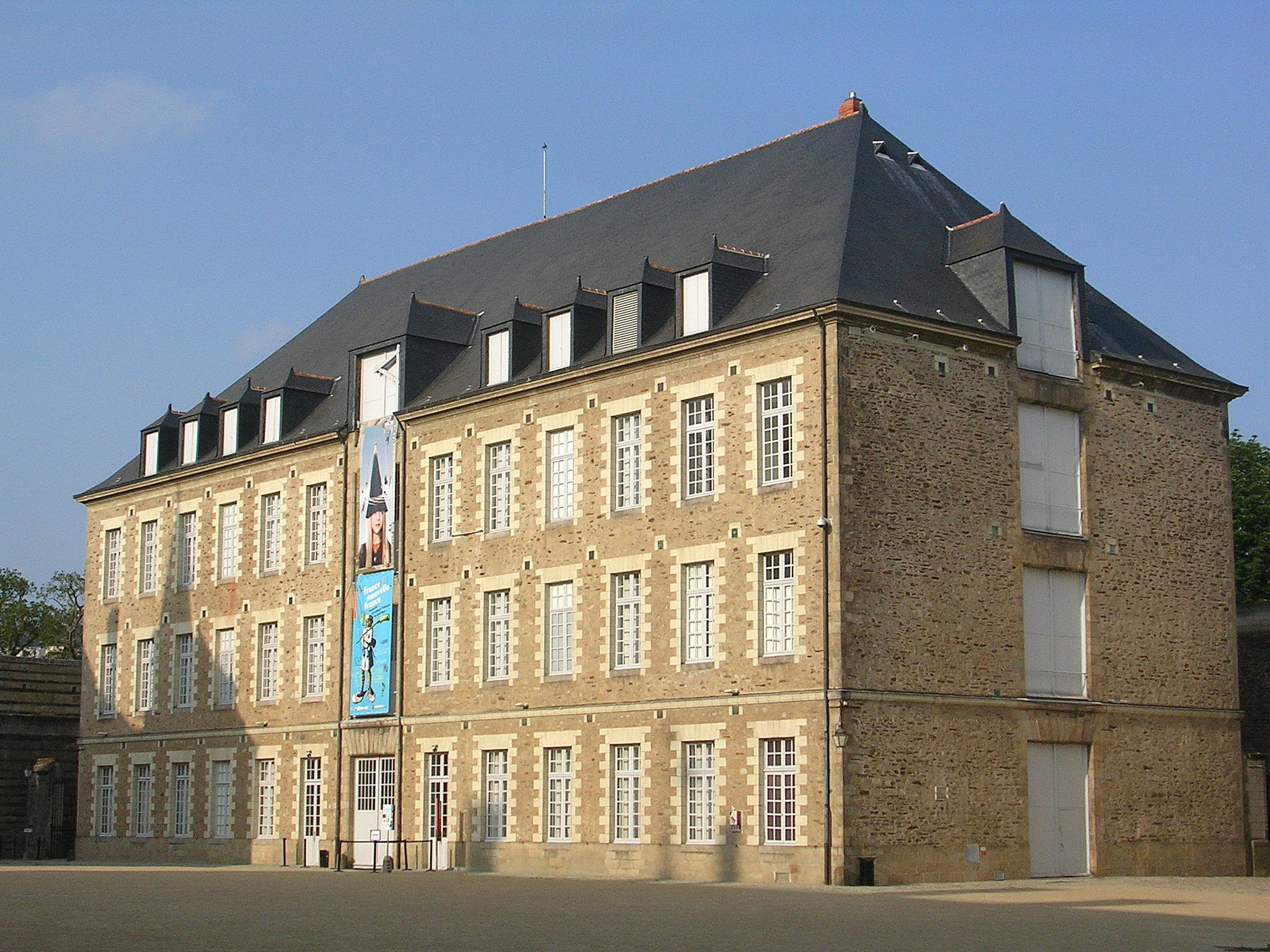
Edificio de los Arreos, Le Harnachement.

A partir de 1207 Guy de Thouars, viudo de Constanza, duquesa de Bretaña, manda construir el primer castillo, llamado "de la Torre Nueva" o de Nantes, al pie de la muralla galo-romana de la ciudad, que entonces estaba circunscrita al actual barrio de Bouffay. Buscaba afirmar el poder del ducado contra el de los condes y obispos de Nantes. Pierre Mauclerc y su hijo Juan I de Bretaña extienden las fortificaciones de la ciudad y engrandecen el castillo. Es un elemento esencial de las defensas de la ciudad que sirvió para proteger un brazo del Loira, lugar de intensas actividades comerciales. En esta época del siglo XIII se edificó la torre poligonal llamada Vieux Donjon («Antiguo Torreón», único vestigio de periodo). Durante la segunda mitad del siglo XIV, el "castillo de la Torre Nueva" fue ampliado por Juan IV de Bretaña.
En 1466, Francisco I de Bretaña decide reconstruir el castillo. El nuevo edificio será a la vez la residencia principal de la corte ducal y una fortaleza militar capaz de resistir al poder real. Una vocación doble marcada del lado de la corte por un palacio residencial de toba blanca, de refinada apariencia (El Gran Gobierno, la torre de la Corona de Oro, la Gran Casa) y del lado de la ciudad, por siete grandes torres de pizarra y granito unidas por paños de muralla y 500 metros de camino de ronda.
A la muerte de Francisco II en 1488, su hija Ana de Bretaña, que será reina de Francia de 1491 a 1514, gracias a sus sucesivos matrimonios con Carlos VIII y Luis XII, retomó los trabajos. Reforzó notablemente la fortaleza del lado del Loira, construyendo la torre de la Herradura, impresionante bastión de artillería. En 1514 el castillo revierte en su hija Claudia de Francia, casada con Francisco I de Francia. Para alojar a la familia real, se enriquece con un nuevo edificio de estilo renacentista: la Casa del Rey, a la que se le llama actualmente "el Pequeño Gobierno". En 1532 el edificio se convirtió en propiedad real con ocasión del vasallaje de la Bretaña al reino de Francia.
En el curso de los siglos XVI y XVII, el castillo fue elegido como residencia bretona de los reyes de Francia. Un lugar de prestigio que elevó a Nantes al rango de las grandes capitales de provincia, pero sin que renunciara por ello a su vocación militar. Así, a partir de 1582, en el contexto de las guerras de religión el duque de Mercœur, gobernador de Bretaña, reforzó las defensas del castillo. Preocupado por defender la villa de los ataques protestantes llegados de Poitou o de Bretaña, hizo construir una plataforma de artillería y dos obras de defensa en forma de espuela, llamados bastiones. Estos últimos se equiparon con plataformas para poder albergar cañones.
El 30 de abril de 1598, Enrique IV permaneció en el castillo después de su llegada a la ciudad para firmar el Edicto de Nantes. Sin embargo, la firma de este célebre edicto no se realizó en el castillo, sino en una casa actualmente desaparecida.
Después de haber alojado príncipes, cortes y reyes, el edificio, poco a poco abandonado, cambió de uso, convirtiéndose en cuartel y prisión. Sufrirá diversos daños y otras transformaciones importantes: incendio del Gran Gobierno en 1670 y reconstrucción en estilo clásico de la época bajo Luis XIV de Francia; transformación del castillo en arsenal en el siglo XVIII, con la construcción del edificio de Atavíos para resguardar la artillería; la explosión de la torre de los Españoles el 25 de mayo de 1800 entrañara la destrucción de la capilla y los archivos.
Clasificado como monumento histórico de Francia en 1840, el castillo fue vendido por el estado a la ciudad de Nantes en 1915. En 1924 se instaló un museo municipal consagrado a las artes decorativas, completado después de la guerra por nuevas salas que albergan las colecciones del museo de arte popular regional, además de las del museo de Salorges.
El castillo fue requisado oficialmente el 8 de mayo de 1943 por las tropas alemanas de ocupación durante la Segunda Guerra Mundial, que construyeron un bunker en su muralla para instalar una central telefónica.
El estado de degradación de la Gran Casa obligó a su cierre en 1970.

## Restauración

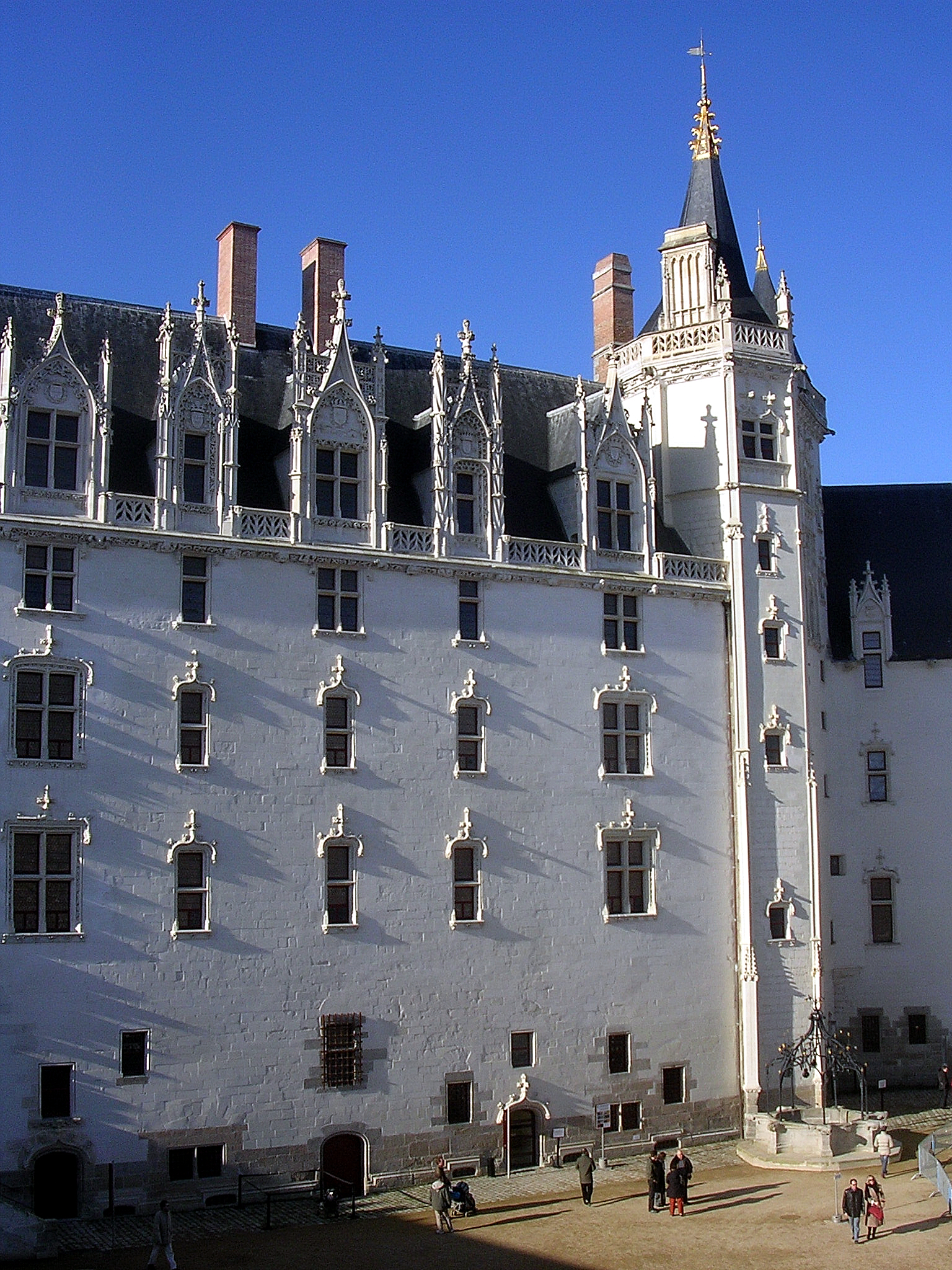
La Gran Casa y la Torre de la Corona de Oro, después de la restauración.

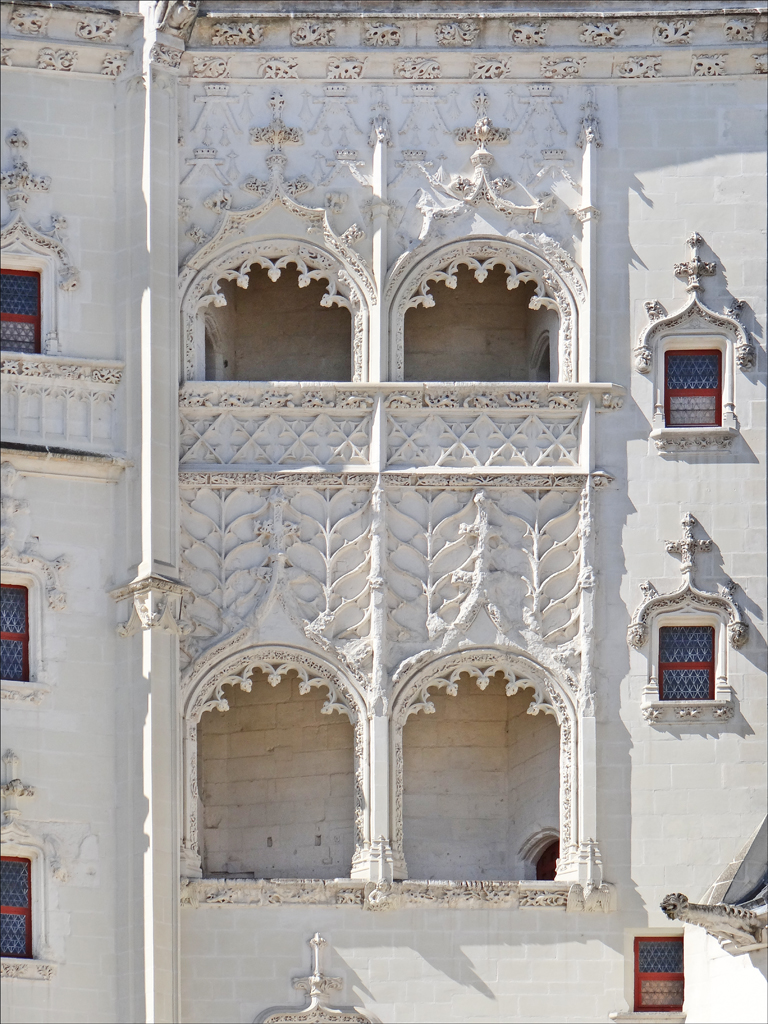
Detalle de la logia de la torre de la Corona de oro

Desde principios de la década de los años 1990, la ciudad de Nantes empezó un programa de restauración y de mantenimiento para revalorizar este lugar emblemático en la historia de Nantes y de Bretaña. Después de quince años de importantes trabajos de restauración y tres años cerrado al público, el castillo reabrió sus puertas el 9 de febrero de 2007.

### Circuito de los baluartes
La creación de un circuito completo de los baluartes, la puesta en servicio de un primer acceso por los fosos y de un segundo por una pasarela, el arreglo de un jardín en los fosos, el añadido de iluminación nocturna, participan en el renacimiento del lugar. Los 500 metros de camino de ronda sobre las murallas fortificadas ofrecen distintos puntos de vista sobre los edificios, el patio y los fosos, así como sobre la ciudad: la torre LU, el sitio del brazo del Loira que baña el castillo delante de los tejados de los años 30, la Catedral de San Pedro de Nantes y el barrio de Bouffay.

### Museo de historia de Nantes
El edificio restaurado acoge actualmente el nuevo Museo de Historia de Nantes, que ocupa un total de 32 salas. Jalonado de dispositivos multimedia, el museo presenta más de 850 artículos de colección. Proporciona claves de lectura de la historia de la ciudad que ponen en perspectiva pasado, presente y futuro, inscribiendo al castillo y su museo en una visión actualizada del patrimonio. Se presenta al público un retrato de la villa compuesto de siete grandes secuencias:
- El castillo, Nantes y la Bretaña hasta el siglo XVII.
- Nantes, hija del río y del océano.
- El negocio y el oro negro en el siglo XVIII.
- Nantes y la Revolución.
- Un puerto colonial e industrial (1815-1940).
- La renovación de una ciudad (1940-1990).
- Una metrópoli atlántica, hoy y mañana.

El recorrido se termina con una visión de la ciudad, creación multimedia de un artista contemporáneo. Pierrick Sorin es el primer artista invitado.

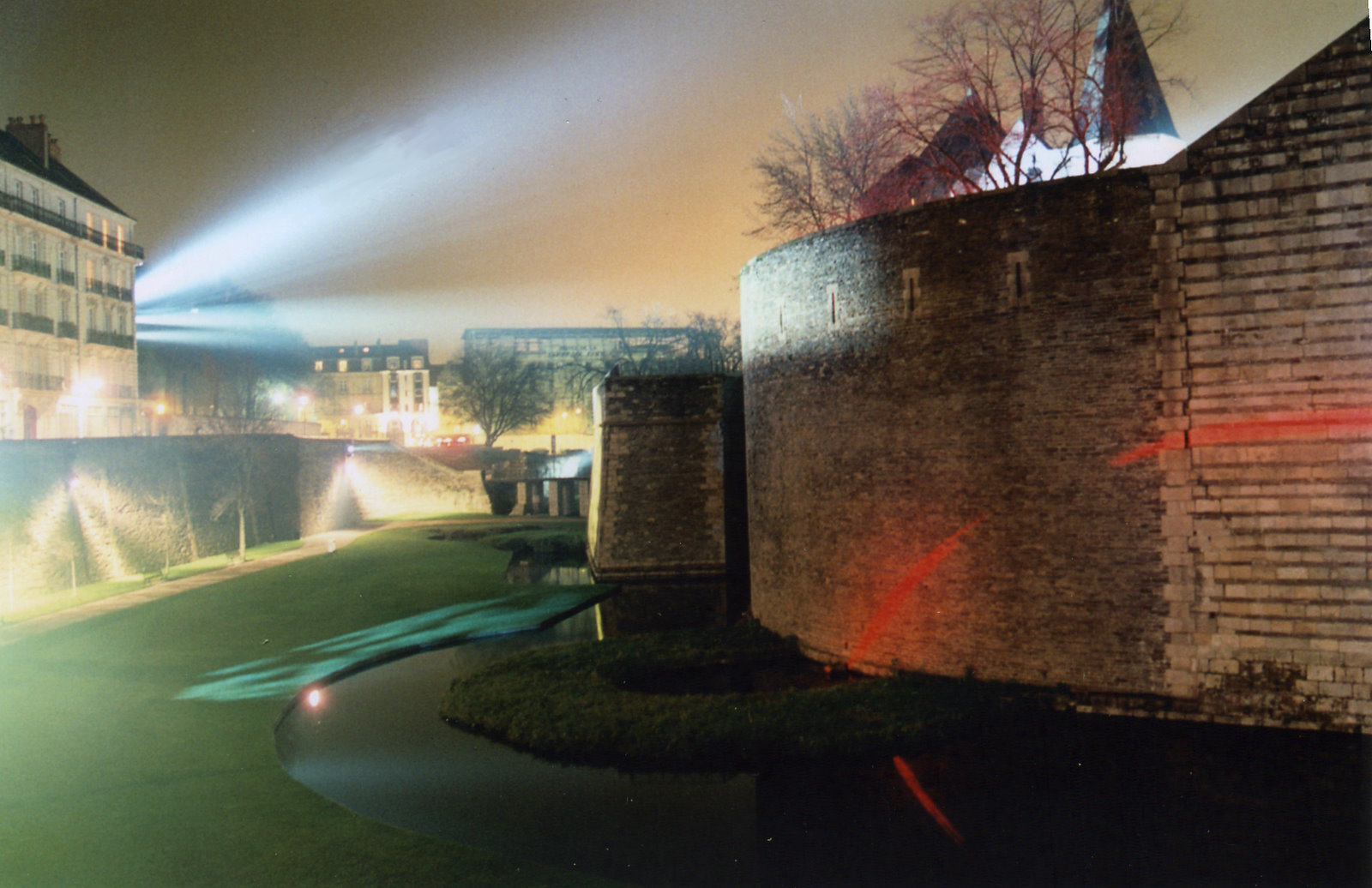
Castillo de los duques de Bretaña con la iluminación nocturna.

### El castillola nuit
La iluminación nocturna revaloriza el lugar en su complejidad arquitectónica, en el seno del tisú urbano. En la entrada principal, por el puente fijo de piedra, una luz cálida, naranja, brota del interior al nivel de los corredores. En el jardín de los fosos, la iluminación de la contraescarpa otorga una luz más sombría. En la fachada sur, una luz móvil se desliza sobre la imponente muralla. Esta iluminación ha valido a sus creadores, Sylvie Sieg y Pierre Nègre el Trofeo europeo Lumiville 2007, premio a la concepción lumínica.

## Presentación de los elementos

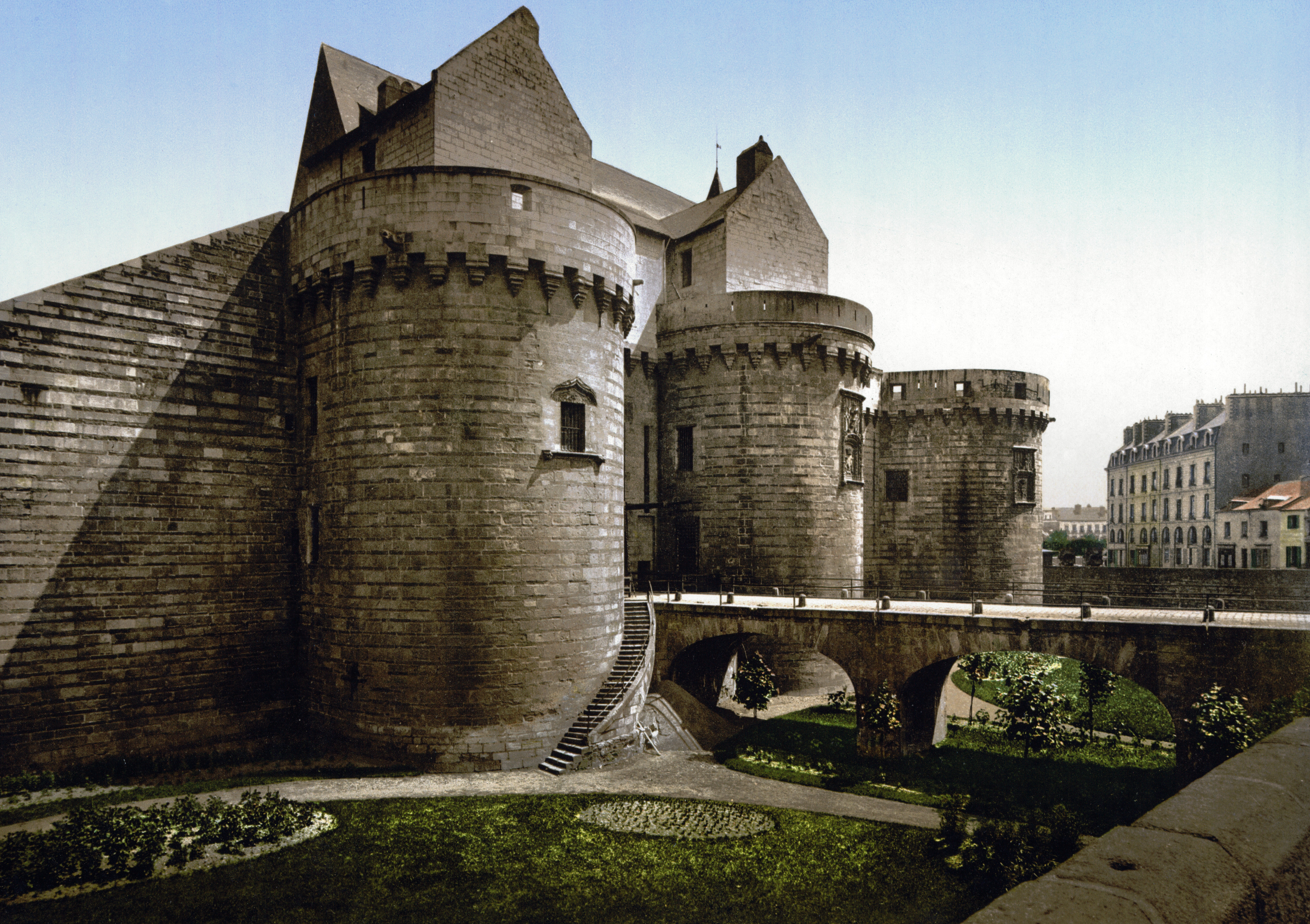
Castillo de los duques de Bretaña Entrada por el puente fijo de piedra, encuadrada por la torre de la Palanca y la de la Panadería. La tercera torre es la torre de los Jacobinos.

Concebida como una fortaleza en el contexto de la lucha por la independencia del ducado de Bretaña, el sistema defensivo del castillo está compuesto de siete torres, unidas por murallas y un camino de ronda. En el patio un conjunto de edificios residenciales construidos en piedra de toba, contrastan con su blancura y refinamiento con las murallas exteriores.

### El castillo y el Loira
El brazo del Loira, situado al pie del castillo, es desde la antigüedad una vía navegable esencial para la circulación de hombres y mercancías. Hacia 1860 se construyó un muelle para permitir la carga y descarga de los barcos, el cual realiza funciones de almacén a cielo abierto. La línea de ferrocarril Nantes-Saint Nazaire, acondicionada al borde del Loira, no había aún reemplazado al río en el transporte de mercancías. En la primera mitad del siglo XX, los diques hacen desaparecer el agua del centro de Nantes.

### Apariencia exterior

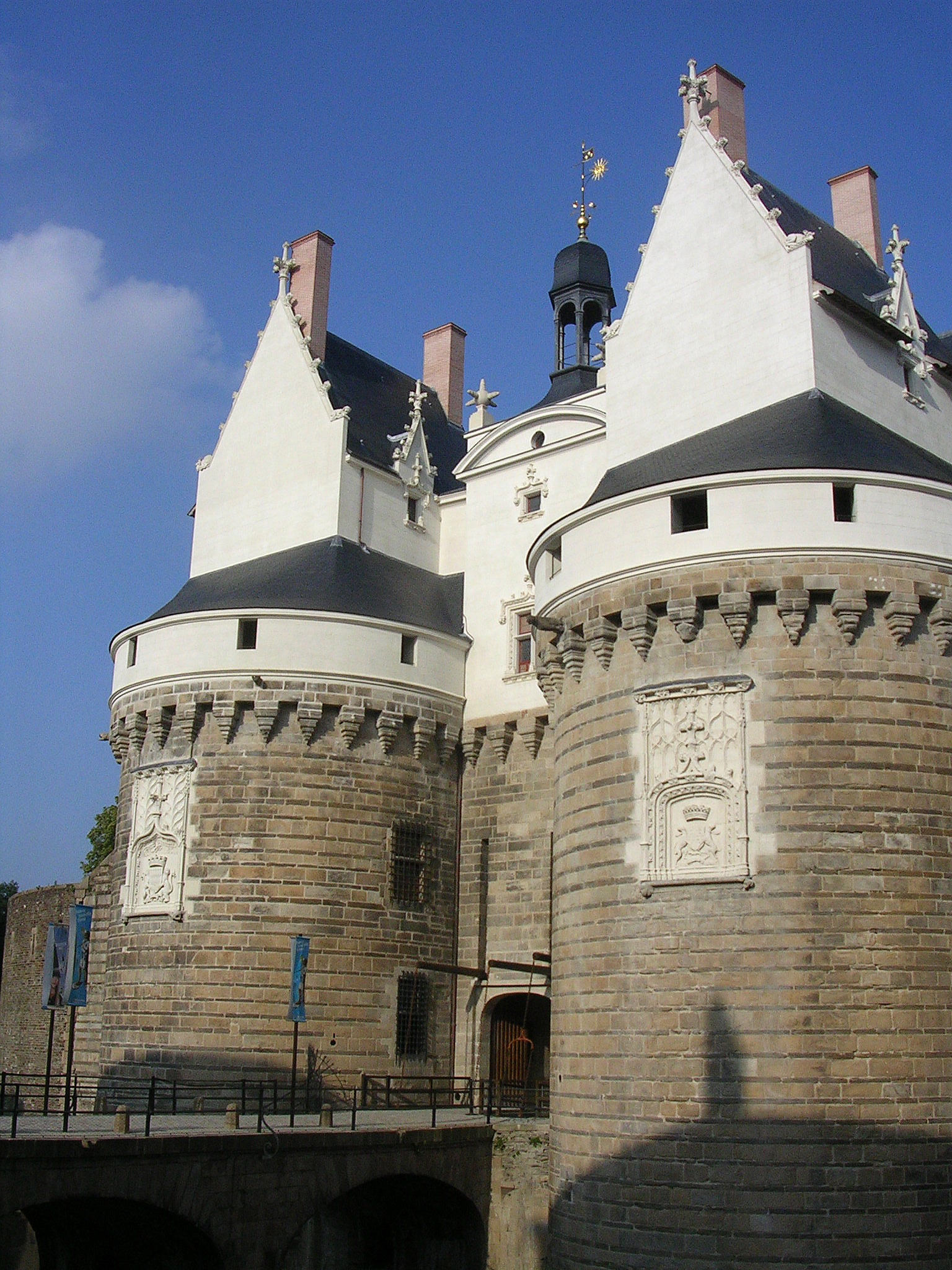
Puerta entre la torre de la Palanca y la de la Panadería, superpuesto el campanario.

- Accesos: la entrada principal se hace por el puente construido en piedra. Punto vulnerable de la fortaleza, esta entrada tenía originalmente una reja y dos puertas protegidas por un puente levadizo basculante: una mayor para el paso de carretas y caballeros y otra más pequeña para el paso de personas a pie. Las otras dos entradas fortificadas históricas, menos conocidas, son la poterna del Loira, sobre la fachada sur del castillo, construida por Ana de Bretaña entre 1491 y 1494, y el puente de Socorro, sobre la fachada norte.
- Las torres de la Palanca y la Panadería: estas torres gemelas datan de 1466, año de construcción del castillo por Francisco II. Encuadran y protegen la entrada principal por el puente de piedra. La torre de la Panadería porta la armas de la duquesa, un escudo de armiño, coronado con la corona ducal. Está también escrita una divisa «Amavi» (quise, en latín). Se trata de una declinación libre (tardía) de la divisa de los duques de Bretaña Monfort y de la orden del Armiño « À ma Vie ». La divisa personal de Ana de Bretaña en calidad de reina de Francia es la fórmula bearnesa «Non mudera», sin variación. En cuanto a la divisa personal de su padre Francisco II, se piensa que había elegido el escrito epicúreo grabado en el interior de una joya de su tesoro «Il n'est trésor que de liesse» (No hay tesoro como la alegría).
- La torre de los Jacobinos: así nombrada porque esta encarada con el convento del mismo nombre, a veces se la llama torre de los Ingleses, puesto que sirvió para encarcelar a soldados ingleses a lo largo del siglo XVIII. Está concebida para resistir el fuego de la artillería y adaptada para el uso de armas de fuego. Posee nueve puestos de tiro acondicionados en el espesor del muro y dotados de cañoneras. Un edificio le fue superpuesto en el siglo XV.[5]
- La torres del Vieux Donjon: único vestigio visible del castillo llamado de "la Torre Nueva", este torreón poligonal fue construido en el siglo XIII
- Las otras torres: se cuentan seguidamente, en sentido contrario a las agujas del reloj, la torre del Puerto, la torre de la Ribera y la torre de la Herradura.
- El campanario: situado al lado de los fosos, este campanario está erizado por una flecha y una linterna superpuesta a la entrada. Después de un incendio ocurrido en 1670, el coronamiento destruido fue sustituido por un frontón y en su centro fue instalado un reloj. En 1880 la explosión de la torre de los Españoles destruye un ala del Gran Gobierno y el campanario desaparece. El nuevo campanario ha sido repuesto entre las torres gemelas con motivo de la reciente restauración. Realizado a partir de un dibujo de 1715, respeta exactamente el volumen de su ancestro. Con sus seis toneladas y sus ocho metros de altura está trabajado en castaño de Francia y tallado de manera tradicional, garantía de calidad y longevidad.
- La muralla del Loira: construida entre 1491 y 1494 por Ana de Bretaña, esta parte del muro protegía el castillo del lado del río. Esta traspasada por una entrada cerrada originalmente por una reja, que era utilizada para salir discretamente del castillo y permitía a algunos viajeros llegar por vía fluvial. A principios del siglo XVI, Francisco I ordena dos trabajos: añadir un edificio en el patio, apoyado en los bastiones, el Pequeño Gobierno, y la transformación de la parte alta de la muralla. Almenado, es adornado con gárgolas y matacánes adornados con la F de Francisco I.

### Apariencia interior

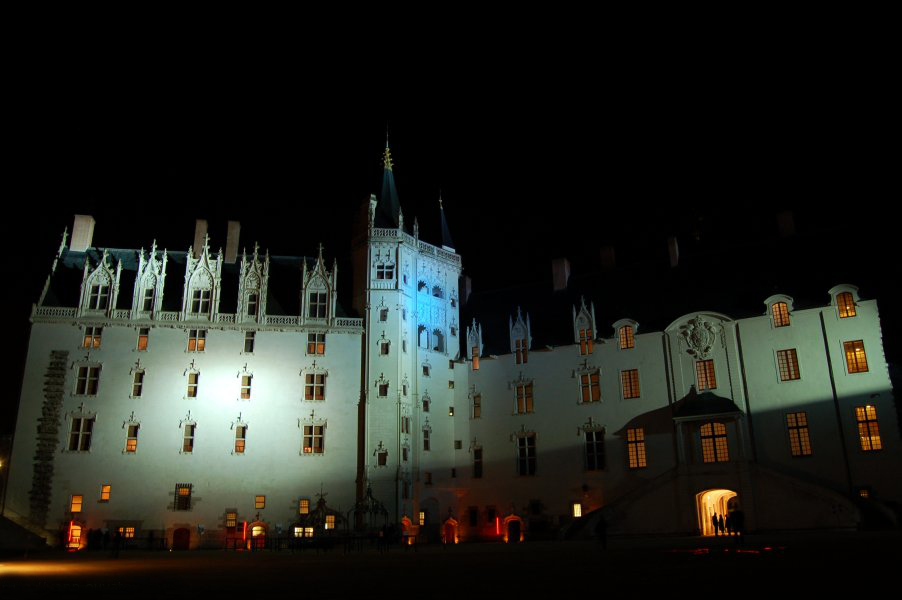
La Gran Casa, la torre de la Corona de oro y el Gran Gobierno.

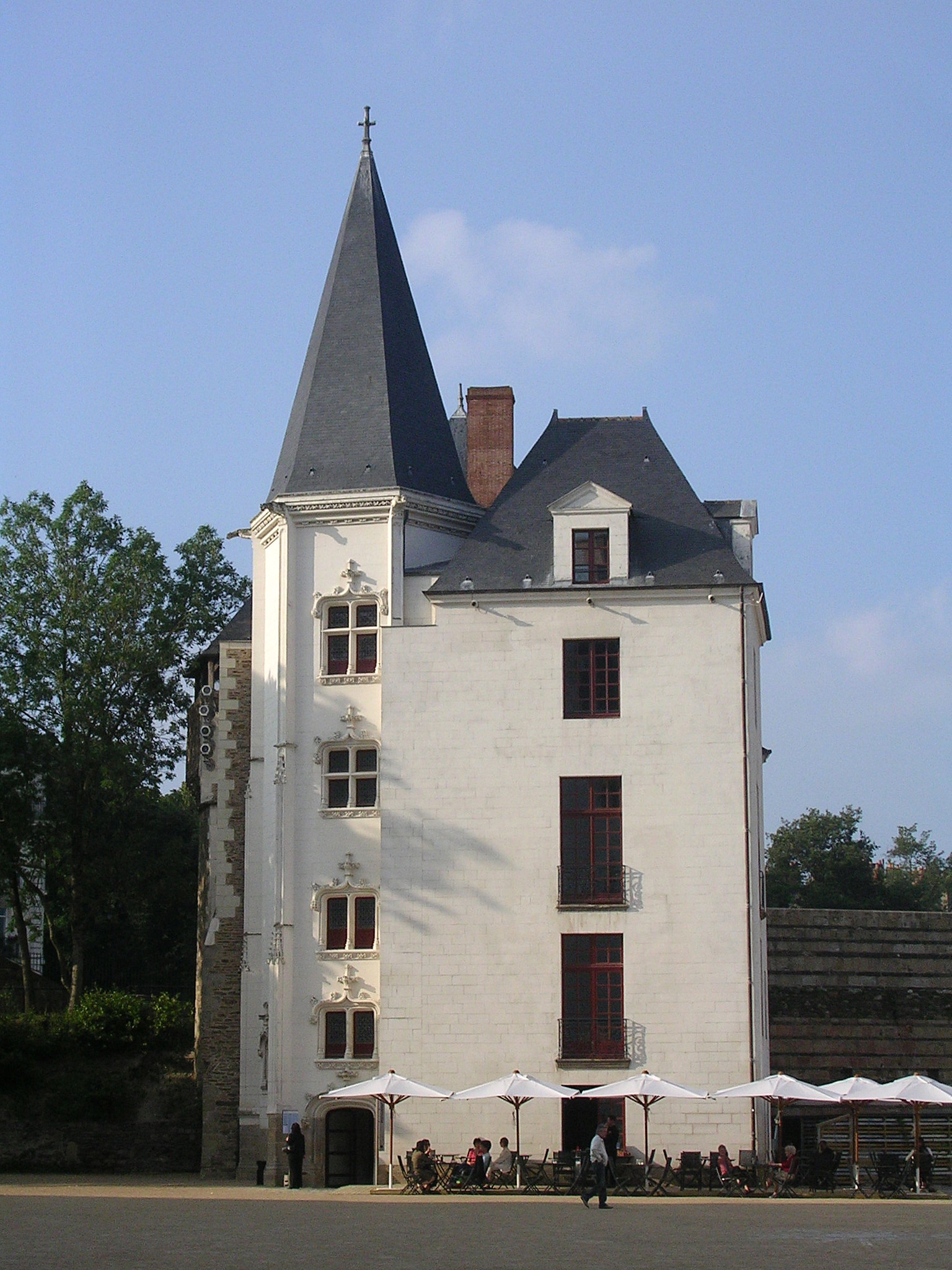
La portería.

- La Gran Casa: realizada por Francisco II, este edificio era un lugar de residencia para el duque de Bretaña y su corte. Edificado bajo el reinado de Ana, duquesa de Bretaña y reina de Francia, los tragaluces atestiguan con su decoración esculpida la unión de Bretaña a Francia: los puercoespines de Luis XII dan la cara a los galgos de Ana.[6] Los tragaluces son de estilo gótico flamígero.
- La torre de la Corona de oro: construida por Francisco II y rematada por su hija Ana de Bretaña, toma su nombre de la proximidad de los pozos, coronados de hierros forjados que simbolizan la corona ducal. Dos galerías, que son habitaciones abiertas al exterior, aumentan las plantas alzadas de la torre. Eran reservadas principalmente para la distensión, los desfiles y permitían asistir a las fiestas de la corte. Constituyeron un elemento decorativo nuevo, resultado de las primeras influencias italianas.
- El Gran Gobierno: este edificio, en otro tiempo llamado el Palacio Ducal, fue reconstruido por orden de Luis XIV después de un incendio. Se llama actualmente el Gran Gobierno, en recuerdo del gobernador de Bretaña Charles de La Porte, duque de la Meilleraye, quien se instaló allí en el siglo XVII. Mutilado durante la revolución, las armas de Luis XIV fueron restauradas en 1999.
- La parte destruida: el 25 de mayo de 1800, una violenta explosión, desencadenada por el hundimiento de un piso carcomido sobre el que estaban almacenadas tres toneladas de pólvora, aniquiló la torre de los Españoles, el edificio del lugarteniente del Rey y también la capilla y los archivos, que se encontraban en la prolongación del Gran Gobierno. Murieron 60 personas y hubo 108 heridos y un centenar de casas de vecinos dañadas. Los militares reconstruyeron un muro de esquisto para tapar la brecha. Su aspecto más oscuro le distingue del muro medieval, que muestra una alternancia de bloques de granito y de finas hiladas de esquisto. Los cimientos de la torre son permanentemente visibles en nuestros días en los fosos.
- La portería: este edificio fue construido a principios del siglo XVIII a fin de alojar al lugarteniente del Rey y más tarde las oficinas del arsenal. Se convirtió en la portería del castillo en 1924, posteriormente a la transformación del lugar en museo.
- Los Arreos: este edificio abriga exposiciones temporales.
- El Pequeño Gobierno: de estilo renacentista, conserva sus chimeneas de ladrillo y pizarra originales. Construido bajo el rey Francisco I, servía de alojamiento del Rey después de sus jornadas en Nantes. Comunica por los tejados con el camino de ronda. Francisco I logra en 1532, gracias a su boda con Claudia de Francia la "unión perpetua" entre Francia y Bretaña. El Pequeño Gobierno se prolonga con el "Pabellón de la Ribera".

## Inquilinos e invitados
- 1440: Gilles de Rais, antiguo compañero de Juana de Arco, fue encarcelado antes de su primer juicio, después de haber sido acusado de violar y asesinar a numerosos niños y jóvenes.
- 1477: Ana de Bretaña nació y se crio en estos lugares. En 1499 sus nupcias con Luis XII de Francia se celebraron en la capilla. Al convertirse en reina de Francia, muy raramente regresó.
- 1532: Francisco I, usufructuario del ducado, donó un edicto pronunciando, sobre el requerimiento de los Estados convocados en Vannes, «la unión perpetua del país y el ducado de Bretaña con el reino de Francia».[7]
- 1598: «Ventre Saint-Gris! No son unos cualquiera, estos duques de Bretaña», exclamó Enrique IV de Francia al divisar el castillo después de su llegada para la firma del edicto de Nantes.[8]
- 1626: Henri de Talleyrand-Périgord conde de Chalais, fue encarcelado, convicto de un complot contra el Cardenal Richelieu. Luis XIII se encuentra con su corte en Nantes para casar a su hermano Gastón de Orleans con Mademoiselle de Montpensier. Chalais, condenado por crimen de lesa majestad, fue decapitado en la plaza de Bouffay el 19 de agosto.
- 1661: Luis XIV de Francia mantuvo consejo de estado en Nantes, antes de proceder al arresto de Nicolas Fouquet por d'Artagnan.
- 1728: François Louvard, monje benedictino, fue aquí encarcelado, antes de ser trasladado a la Bastilla